# Эзельгофт

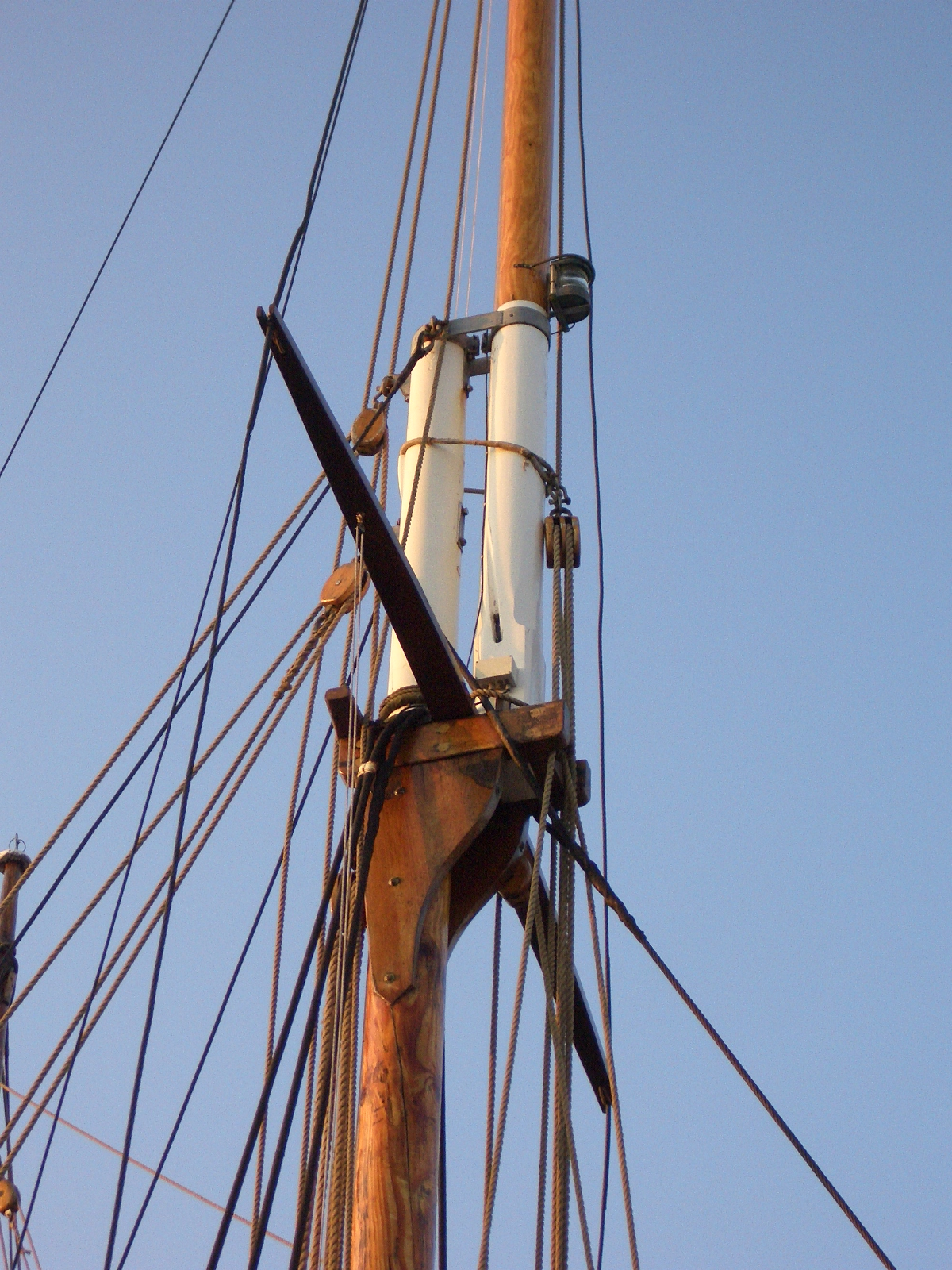
Эзельгофт

Эзельго́фт (от нидерл. ezelshoofd — «ослиная голова»; нем. eselshoofd) — деталь крепления добавочных рангоутных деревьев к основным (утлегаря к бушприту, стеньги к мачте, брам-стеньги к стеньге).
Первоначально эзельгофт представлял собой составной деревянный брус с несквозной квадратной выемкой, которой он надевался на нок или топ основного рангоутного дерева и круглым сквозным отверстием для пропускания сквозь него добавочного дерева. Позднее появились эзельгофты, окованные железной полосой, и железные. На эзельгофты ставили несколько рымов или обухов для проводки снастей такелажа. Различают бушпритные эзельгофты, а на каждой из мачт — эзельгофт, брам-эзельгофт, бом-брам-эзельгофт.